# Die Welpen
Die Welpen (russisch Щенки Schtschenki) ist der einzige Roman des russischen Schriftstellers Pawel Salzman. Der ansonsten als bildender Künstler arbeitende Salzman hatte mehr als 50 Jahre an dem Werk gearbeitet, das erst posthum in einem Moskauer Verlag erschien. 2016 wurde eine Übersetzung ins Deutsche veröffentlicht. Die Handlung des Romans ist im Russland des Bürgerkriegs nach Ende des Ersten Weltkriegs bis hin zur Zwischenkriegszeit angesiedelt. Diese Zeit war von Mangel, Entbehrung und unmenschlicher Grausamkeit gekennzeichnet. Gezeigt wird dies aus der Sicht zweier junger Hunde, eben der titelgebenden Welpen. Das Werk steht singulär in der Reihe der Kriegsromane und gilt als „einzigartiges Monument der russischen Avantgarde“.

## Entstehung
Der Roman ist im Rahmen des weiteren künstlerischen Schaffens des Autors und im Kontext der avantgardistischen Objekte dieser Zeit zu verstehen. Als Sohn eines Deutschen, der für die Russen in Odessa als Offizier diente, stand er bereits mit jungen Jahren im Spannungsfeld des Militärs. Die Arbeit des Vaters war mit häufigen Wohnungswechseln verbunden. Ab 1925 war die Familie in Leningrad, wo er auch den Zweiten Weltkrieg samt seiner Blockade durchlebte. Seine Eltern starben dort an Entkräftung. Zum Kriegsende wurde Pawel nach Kasachstan evakuiert.
Zurück in Leningrad, kam er über seinen Lehrer und Mentor Pawel Filonow in Kontakt mit der 1927 gegründeten avantgardistischen Künstlervereinigung OBERIU, die bereits 1930 für staatsfeindlich erklärt wurde. Beim OBERIU liefen die aktuellen Strömungen der verschiedenen Kunstrichtungen Literatur, Bildender Kunst, Theater und Film zusammen und repräsentierten somit das, was die Russische Avantgarde ausmachte. Vor diesem Hintergrund gelten Die Welpen als Sensation, seit sie 2012 veröffentlicht wurden. Mit einem einzigen Roman „ändert [Salzman] die ganze Geschichte der russischen Prosa im 20. Jahrhundert sowie sämtliche literaturgeschichtlichen Hierarchien für diese Zeit.“
Nach Aufnahme seiner Arbeit als Szenenbildner in der Filmbranche lernte er viele Orte in den Provinzen der Sowjetunion kennen, die ihn zu den unterschiedlichen Schauplätzen in seinem Buch anregten. Schon während der Dreharbeiten arbeitete er an Prosa und Gedichten, ohne dass dies sein Umfeld registrierte. Er hatte auch nie die Absicht, seine literarischen Arbeiten zu veröffentlichen, wusste er doch, dass er diese unter den herrschenden Umständen nirgendwo präsentieren konnte. Trotzdem schien er die Hoffnung zu haben, dass das Werk sein Leben überdauern würde. Sowohl in den nachgelassenen Tagebüchern als auch im Roman spricht er den Leser direkt an mit Sätzen wie „Und wie gefällt es dir, lieber Leser?“ oder „Leser, eine Frage: warst du schon bei Ljutow? Wenn nicht, dann lehn dich zurück und hör zu.“ Ein Angebot des georgisch-französischen Filmregisseurs Otar Ioseliani, das Werk im Ausland zu veröffentlichen, lehnte er aus Angst vor zukünftigen Repressalien ab.
Entsprechend Salzmans Lebensstationen kommen in der Handlung verschiedene, ganz unterschiedliche Orte vor. Mit dem Roman begonnen hat Salzman 1932 in Leningrad und er setzte ihn in Kasachstan fort. Ab dem Sommer 1942 arbeitete er zusammen mit Lenfilm in Alma-Ata. Bis 1952 schrieb er an der Handlung von Die Welpen. 1982 überarbeitete er das Werk, ohne es zu vollenden oder auf eine Veröffentlichung zu hoffen. Analog zu der Titelseite der russischen Originalausgabe lassen sich so im Wesentlichen die drei Schaffensperioden in den 1930er, den 50er und den 80er Jahren ausmachen.
Nach Salzmans Tod rettete Tochter Elena zusammen mit ihrem Mann Alexej zunächst das Manuskript, das, wie auch alle anderen Werke, in Bleistift notiert war. Später transkribierte sie den Text in lesbare Form. Im Gegensatz zu anderen Werken, die Pawel ihr in späten Jahren diktiert hatte, hatte er Die Welpen ohne ihre Kenntnis verfasst. Pawels Gefühlslage beschrieb sie in einem Interview mit „Robinson auf einer einsamen Insel“.

## Handlung
Der Text ist in sechs Teile paarweise gegliedert. Diese drei Handlungskomplexe gipfeln jeweils in Gewaltexzesse beziehungsweise in Sexualität im letzten Doppelabschnitt. Immer wieder verlaufen Handlungsstränge ins Leere und der Autor entschuldigt sich dafür beim Leser, wenn er schreibt „Sonja, wo ist Sonja? Die Antwort lautet leider – ich weiß es nicht. Ich weiß es selber nicht. Über Sonja wüsste ich gern selbst etwas.“ Sein ganzer Text ist ein literarisches Spiel. Ein Spiel mit dem Leser, dessen Erwartungshaltung er immer wieder unterläuft.
Ein wesentliches Gestaltungselement Salzmans ist die Natur. Doch werden die endlosen Weiten Russlands nicht als Idyll staffiert, sondern sie sind mit Nebel, Regen, Kälte und Überflutungen etwas Archaisches, somit Lebensfeindliches für den Menschen, der mit sich selbst und seinen Antagonisten vollkommen ausgefüllt bis überfordert erscheint. Ein immer wiederkehrendes Handlungsmotiv ist neben dem vielschichtigen Beziehungsgeflecht die profane Suche nach der Geliebten, nach Essen, Macht oder Geld und nach Eros, somit existenzielle Bedürfnisse des Menschen und des Tieres.
Für den Leser ist der Roman überaus fordernd, weil es der Autor identifikationsfördernd versteht, ihn genauso in die Welt zu werfen wie seine Romanfiguren. Die collagenhafte, in fragmentarische Stücke zerbrochene Erzählweise mit wiederholten, teils Schleifen bildenden Vor- und Rückschauen verwirrt die Figuren der Handlung wie die Leser gleichermaßen.

### Handlungsorte
Der 1. Teil spielt in Burjatien. Genannt werden der Fluss Uda und „das Meer“, gemeint ist der Baikalsee, der als Meer empfunden wird. Salzman hat dort im Sommer 1932 an einem Film über den Bürgerkrieg in Transbaikalien mitgewirkt. Ein weiterer Ort ist der Schtschukin-Markt in der Sankt Petersburger Tschernyschew-Gasse. Dieser Markt ist wiederholt Schauplatz im 5. und 6. Teil. Weitere Orte sind Solsan bei Baikalsk, Tanchoi und Wachmistrowo, alle südlich des Baikalsees gelegen. Im 2. Teil wird namentlich die Rasjessaja-Straße im Zentrum von St. Petersburg genannt. Die Bedeutung des Straßennamens kann symptomatisch verstanden werden, heißt sie doch „Straße, von der aus man überallhin fährt.“ Bis ins Frühjahr 1942 wohnte Salzman an dieser Straße.
Der 3. und 4. Teil spielt in Transnistrien und Moldau. Genannt werden die Orte Rezina und Woronkowo, während die letzten beiden Teile wieder in Leningrad platziert sind. Exemplarisch ist vom Grand Palace und vom Splendid Palace, zwei bekannten Kinotheatern, die Rede, dem Feinkostgeschäft Solowjow und der Leschtukow-Brücke, die 1931 abbrannte und 1934 wieder aufgebaut wurde. Bemerkenswert ist ferner die Adresse Sagorodny-Prospekt Nr. 14, ein Nachbarhaus der Wohnadresse der Familie Salzman. Gut Pella am linken Newa-Ufer nahe dem Ort Rybazkoe, ein ehemaliger Landsitz Katharina II., ist weiterhin erwähnt.

## Bewertung
Bei der Textgenese sind die verschiedenen, teils weit auseinanderliegenden Schaffensperioden des Autors zu berücksichtigen, die sich im Laufe des Geschehens zusammen mit seiner Sprache ändern. Nach Oleg Jurjew änderte sich in der Sowjetunion „Die Sprache der Zeit“ – er meint damit die Sprache der Straße alle sieben bis zehn Jahre.: Seite 437 Die Übersetzerin Christiane Körner schreibt in ihrem Nachwort, dass Salzman eine neue Sprache geschaffen hätte, denn „die alte Sprache war unfähig, das neue Grauen zu benennen …“: Seite 453 Hinzu kommen die räumlichen Distanzen. Die Überquerung einer Brücke kann im Roman eine räumliche Distanz von mehreren hundert oder gar tausend Kilometern zurücklegen und die Handlung läuft weiter, als hätte man nur gerade einen schmalen Kanal gekreuzt. Elena urteilt über dieses Werk, dass die Tiere die eigentlichen Träger menschlicher Qualitäten sind. Die Grausamkeit und universelle Brutalität, die durch den Bürgerkrieg und die Revolution hervorgerufen wurden und die die Urinstinkte entfesseln, werden in diesem Roman personifiziert, weil in den Bildern der Menschen das menschliche Aussehen verschwindet. Der Mensch kann dabei am Ende, wenn er zu sich selbst kommt, nur zu Tode kommen, obwohl er zuvor versucht, die schicksalsvolle Welt zu umarmen. Die Tiere sehen dagegen meist, was passieren wird. Sie bevölkern die vielschichtigen Handlungsstränge mit Andeutungen und Reminiszenzen, sind zeitüberdauernd und ortsunabhängig präsent und verbinden damit die Zeitläufte. Pawel Salzman schildert das Geschehen als unumstößliches, natürlich gegebenes Gesetz, das in der Wiederholung völlig absurd wird, trotzdem gerade aber eine immanente Logik besitzt, die Logik des (Über-)lebenswillens.: S. 456

Diese Stringenz zeigt sich durch die Suche nach Teleologie, den ständigen Versuch, dieser Hölle, in der sich der Mensch dreht und lebt, eine Zweckmäßigkeit und ein Verständnis abzugewinnen, doch es zeigt sich immer nur das Fehlen dieser Zweckmäßigkeit. „Es sind endlose Auseinandersetzungen mit Gott, Wehklagen, Missbrauch und gleichzeitig Forderungen und Überzeugungen, dass es doch vielleicht etwas gibt.“ Die Handlung der Protagonisten – sowohl von Mensch als auch von Tier – wird von unbewussten, Instinkt-geleiteten Gefühlen getrieben, die Salzman gelegentlich als einen Bewusstseinsstrom einbettet und dafür oft unvermittelte Worte verwendet und überraschend realistisch bleibt. Dadurch werden die Handlungen nicht abstrakt, sondern unmittelbar und fassbar. „Wenn Sie ihn jedoch in diesem scheinbar täuschenden Strom des Unterbewusstseins lesen, stellen Sie seltsamerweise fest, dass er sehr angemessen ist, sehr nah, sehr schrill Hunger und extremes körperliches Leid vermittelt sowie den Schrecken des unvermeidlichen Todes und die monströsen Auswirkungen der Grausamkeit. … Diese Realitäten führen manchmal zu einer solchen Absurdität, in solche Fiktion, in eine solche Unmöglichkeit, dass diese Kombination erstaunlich ist.“ Der Literaturkritiker Ilya Kukui nennt den Roman im Nachwort des Buches 

„одним из важнейших произведений о гражданской войне, ярким примером антропологической катастрофы, поразившей Россию. »В этом случае оппозиция« красного и белого »Зальцмана не заинтересована, война, о которой он пишет, - это борьба всех против всех, борьба за выживание,« природа вечного роя“

„eines der wichtigsten Werke zum Bürgerkrieg, ein anschauliches Beispiel für eine anthropologische Katastrophe, die Russland getroffen hat. In diesem Fall ist der Kampf zwischen den Roten und Weißen für Saltzman nicht interessant. Der Krieg, über den er schreibt, ist der Kampf aller gegen alle, der Kampf ums Überleben, die Natur des ewigen Schwarms.“

Die Tiere, die im Roman auftreten, werden alle – zweidimensional – auch durch einen menschlichen Charakter verkörpert. Diese Zweigestaltigkeit zeigt die Ambivalenz archaischer Lebensformen, die im Überlebenswillen vereint sind. „Diese Dualität der Charaktere ist eines der interessantesten Elemente dieses Romans“, so der russische Dichter, Übersetzer, Literaturkritiker und -historiker Igorevich Shubinsky (* 1965). Zwei Kamele, die ähnlich wie die Eule eine gewisse „Übersicht“ haben, kommen zu dem Schluss, dass sie richtig froh sein dürfen, „weder Haus noch Gattin [zu] haben, das angezündet oder die geschändet werden könne.“
1936 entstand von dem Autor auch ein gleichnamiges, fünf-strophiges Gedicht.
Christiane Körner erhielt für ihr Gesamtwerk an Übersetzungen aus dem Russischen 2017 den Paul-Celan-Preis. Dabei wurde ihre Übersetzung der Welpen besonders gewürdigt.

## Editionen
- Pawel Salzman: Ščenki. Proza 1930–1950–ch godov, Vodolej, Moskau 2012, ISBN 978-5-91763-111-0
- Pawel Salzman: Die Welpen, aus dem Russischen von Christiane Körner. Matthes & Seitz, Berlin 2016, ISBN 978-3-95757-330-8.

## Hörspiel
Die Welpen wurden 2018 vom Deutschlandradio als dreiteiliges Hörspiel adaptiert. Klaus Buhlert, der die Regie führte erstellte auch die Funkfassung und komponierte die Musik. Die Erstausstrahlung fand zwischen dem 18. November und dem 2. Dezember 2018 beim Sender Deutschlandfunk Kultur statt. Die gesamte Abspieldauer beträgt knapp 250 Minuten.
Es sprachen u. a.: Franz Pätzold (Erzähler 1), Bibiana Beglau (Erzähler 2), Felix Goeser (Erzähler 3), Mareike Beykirch (Lidoschka), Anton Andreew (Kolka), Josephine Hock (Tiere), Moritz Ceste (Tiere) und Roman Kanonik (Leutnant).
Auszeichnung: Hörspiel des Monats Dezember 2018